# Kärleksön
Kärleksön är en svensk pornografisk film från 1977 i regi av Joseph Sarno (under pseudonymen Hammond Thomas).

## Handling
Katrin är en tonåring som bor på en ö i Stockholms skärgård. Hon brukar spionera på de andra invånarna och arrangera kärleksmöten som hon gärna deltar i själv.

## Om filmen
Filmen hade premiär den 28 november 1977 och är tillåten från 15 år.

## Rollista
- Leena Hiltunen – Katrin Norrman
- Sonja – Astrid Palmqvist
- Liza
- Thomas – Erik Palmqvist
- Göte – Axel Blomberg